# Gruppi etnici della Cina

Mappa etnolinguistica della Cina

La Repubblica Popolare Cinese si definisce ufficialmente uno stato multietnico unitario e pertanto riconosce 56 gruppi etnici o Mínzú (民族). All'interno del paese il gruppo principale è quello Han, che include più del 92% della popolazione, mentre le altre 55 nazionalità si designano come minoranze. Oltre alle 56 etnie riconosciute, molti nativi della Cina classificano sé stessi come membri di gruppi non classificati e non riconosciuti.
La posizione ufficiale della RPC è che tutte queste etnie sono parte di una più grande, detta Zhonghua minzu, letteralmente "Etnia della Cina".

## Gruppi etnici
Anche se molte etnie possono essere viste come gruppi etnici la corrispondenza non è di una a uno. Per esempio, molti cinesi di etnia Hui sono indistinguibili dai cinesi di etnia Han eccetto per il fatto che i primi sono di religione islamica. Per contro, gli Hakka sono spesso intesi come un gruppo etnico, ma sono generalmente considerati membri dell'etnia Han.
I cinesi Han costituiscono la grande maggioranza della popolazione totale della Cina ma la distribuzione è molto irregolare; esistono quindi vaste zone della Cina occidentale in cui l'etnia Han è una minoranza. Inoltre la riunione di molti cinesi nella maggioranza Han oscura alcune delle grandi differenze linguistiche, culturali e razziali che sussistono tra persone all'interno di questo stesso gruppo.
La natura multietnica della Cina è il risultato in parte dei territori incorporati dalla Dinastia Qing, i cui imperatori erano essi stessi di etnia mancesi e non membri della maggioranza Han. Le teorie etniche cinesi sono pesantemente influenzate da quelle dell'Unione Sovietica. La politica ufficiale afferma di essere contro l'assimilazione e sostiene che ogni gruppo etnico deve avere il diritto di sviluppare i propri linguaggio e cultura.
Il grado di integrazione dei gruppi etnici di minoranza con la comunità nazionale varia largamente da gruppo a gruppo. Alcuni di essi, come i tibetani e gli uiguri provano tutt'oggi un forte sentimento di ostilità verso la maggioranza. Altri gruppi come gli Zhuang, gli Hui e l'etnia dei cinesi coreani sono invece ben integrati.
In ordine di popolazione, i 56 gruppi etnici ufficialmente riconosciuti dalla Repubblica Popolare Cinese sono:
| Nome Italiano    | Romanizzazione standard | CodiceA | Pinyin           | Cinese semplificato | Cinese tradizionale | Lingua            | Famiglia Linguistica  | PopolazioneB         |
| ---------------- | ----------------------- | ------- | ---------------- | ------------------- | ------------------- | ----------------- | --------------------- | -------------------- |
| Han              | Han                     | HA      | Hàn Zú           | 汉族                | 漢族                | Cinese            | Lingue sinitiche      | 1.225.932.641 (2010) |
| Zhuang           | Zhuang                  | ZH      | Zhuàng Zú        | 壮族                | 壯族                | Zhuang            | Lingue tai-kadai      | 16.178.811           |
| Manciù           | Man                     | MA      | Mǎn Zú           | 满族                | 滿族                | Mancese           | Lingue tunguse        | 10.682.263           |
| Hui              | Hui                     | HU      | Huí Zú           | 回族                | 回族                | Cinese            | Lingue sinitiche      | 9.816.802            |
| Miao             | Miao                    | MH      | Miáo Zú          | 苗族                | 苗族                | Hmong             | Lingue hmong-mien     | 8.940.116            |
| Uiguri           | Uyghur                  | UG      | Wéiwú'ěr Zú      | 维吾尔族            | 維吾爾族            | Uiguro            | Lingue turche         | 11.303.355           |
| Tujia            | Tujia                   | TJ      | Tǔjiā Zú         | 土家族              | 土家族              | Cinese            | Lingue sinitiche      | 8.028.133            |
| Yi               | Yi                      | YI      | Yí Zú            | 彝族                | 彝族                | Cinese            | Lingue sinitiche      | 7.762.286            |
| Mongoli          | Mongol                  | MG      | Měnggǔ Zú        | 蒙古族              | 蒙古族              | Mongolo           | Lingue mongoliche     | 5.813.947            |
| Tibetani         | Zang                    | ZA      | Zàng Zú          | 藏族                | 藏族                | Tibetano          | Lingue tibeto-birmane | 5.416.021            |
| Buyei            | Buyei                   | BY      | Bùyī Zú          | 布依族              | 布依族              | Cinese            | Lingue sinitiche      | 2.971.460            |
| Dong             | Dong                    | DO      | Dòng Zú          | 侗族                | 侗族                | Cinese            | Lingue sinitiche      | 2.960.293            |
| Yao              | Yao                     | YA      | Yáo Zú           | 瑶族                | 瑤族                | Cinese            | Lingue sinitiche      | 2.637.421            |
| Coreani          | Chosen                  | CS      | Cháoxiǎn Zú      | 朝鲜族              | 朝鮮族              | Coreano           | in discussione        | 1.923.842            |
| Bai              | Bai                     | BA      | Bái Zú           | 白族                | 白族                | Bai               | Lingue sinitiche      | 1.858.063            |
| Hani             | Hani                    | HN      | Hāní Zú          | 哈尼族              | 哈尼族              | Hani              | Lingue tibeto-birmane | 1.439.673            |
| Kazaki           | Kazak                   | KZ      | Hāsàkè Zú        | 哈萨克族            | 哈薩克族            | Kazako            | Lingue turche         | 1.420.458            |
| Li               | Li                      | LI      | Lí Zú            | 黎族                | 黎族                | Hlai              | Lingue tai-kadai      | 1.247.814            |
| Dai              | Dai                     | DA      | Dǎi Zú           | 傣族                | 傣族                | Tai               | Lingue tai-kadai      | 1.158.989            |
| She              | She                     | SH      | Shē Zú           | 畲族                | 畲族                | She               | Lingue hmong-mien     | 709.592              |
| Lisu             | Lisu                    | LS      | Lìsù Zú          | 傈僳族              | 傈僳族              | Lisu              | Lingue tibeto-birmane | 634.912              |
| Gelao            | Gelao                   | GL      | Gēlǎo Zú         | 仡佬族              | 仡佬族              | Gelao             | Lingue tai-kadai      | 579.357              |
| Dongxiang        | Dongxiang               | DX      | Dōngxiāng Zú     | 东乡族              | 東鄉族              | Santa             | Lingue mongoliche     | 513.805              |
| Gaoshan          | Gaoshan                 | GS      | Gāoshān Zú       | 高山族              | 高山族              | Taiwanese         | Lingue sinitiche      | 458.000              |
| Lahu             | Lahu                    | LH      | Lāhù Zú          | 拉祜族              | 拉祜族              | Lahu              | Lingue tibeto-birmane | 453.705              |
| Shui             | Sui                     | SU      | Shuǐ Zú          | 水族                | 水族                | Sui               | Lingue tai-kadai      | 406.902              |
| Va               | Va                      | VA      | Wǎ Zú            | 佤族                | 佤族                | Wa                | Lingue mon khmer      | 396.610              |
| Naxi             | Naxi                    | NX      | Nàxī Zú          | 纳西族              | 納西族              | Naxi              | Lingue tibeto-birmane | 308.839              |
| Qiang            | Qiang                   | QI      | Qiāng Zú         | 羌族                | 羌族                | Qiang             | Lingue tibeto-birmane | 306.072              |
| Tu               | Tu                      | TU      | Tǔ Zú            | 土族                | 土族                | Tu                | Lingue mongoliche     | 241.198              |
| Mulao            | Mulao                   | ML      | Mùlǎo Zú         | 仫佬族              | 仫佬族              | Mulao             | Lingue tai-kadai      | 207.352              |
| Xibe             | Xibe                    | XB      | Xībó Zú          | 锡伯族              | 錫伯族              | Mancese           | Lingue tunguse        | 188.824              |
| Chirghisi        | Kirgiz                  | KG      | Kē'ěrkèzī Zú     | 柯尔克孜族          | 柯爾克孜族          | Kirghiso          | Lingue turche         | 160.823              |
| Daur             | Daur                    | DU      | Dáwò'ěr Zú       | 达斡尔族            | 達斡爾族            | Daur              | Lingue mongoliche     | 132.394              |
| Jingpo           | Jingpo                  | JP      | Jǐngpō Zú        | 景颇族              | 景頗族              | Jingpo            | Lingue mon khmer      | 132.143              |
| Maonan           | Maonan                  | MN      | Máonán Zú        | 毛南族              | 毛南族              | Manoan            | Lingue tai-kadai      | 107.166              |
| Salar            | Salar                   | SL      | Sālā Zú          | 撒拉族              | 撒拉族              | Salar             | Lingue mongoliche     | 104.503              |
| Blang            | Blang                   | BL      | Bùlǎng Zú        | 布朗族              | 布朗族              | Blang             | Lingue mon khmer      | 91.882               |
| Tagiki           | Tajik                   | TA      | Tǎjíkè Zú        | 塔吉克族            | 塔吉克族            | Tagiko            | Lingue indoeuropee    | 41.028               |
| Achang           | Achang                  | AC      | Āchāng Zú        | 阿昌族              | 阿昌族              | Achang            | Lingue tibeto-birmane | 33.936               |
| Pumi             | Pumi                    | PM      | Pǔmǐ Zú          | 普米族              | 普米族              | Pumi              | Lingue tibeto-birmane | 33.600               |
| Evenchi          | Ewenki                  | EW      | Èwēnkè Zú        | 鄂温克族            | 鄂温克族            | Evenki            | Lingue tunguse        | 30.505               |
| Nu               | Nu                      | NU      | Nù Zú            | 怒族                | 怒族                | Nung              | Lingue tibeto-birmane | 28.759               |
| Gin              | Gin                     | GI      | Jīng Zú          | 京族                | 京族                | Vietnamita        | Lingue mon khmer      | 22.517               |
| Jino             | Jino                    | JN      | Jīnuò Zú         | 基诺族              | 基諾族              | Jino              | Lingue tibeto-birmane | 20.899               |
| Deang            | Deang                   | DE      | Dé'áng Zú        | 德昂族              | 德昂族              | Palaung           | Lingue mon khmer      | 17.935               |
| Bonan            | Bonan                   | BO      | Bǎo'ān Zú        | 保安族              | 保安族              | Bonan             | Lingue mongoliche     | 16.505               |
| Russi            | Russ                    | RS      | Éluósī Zú        | 俄罗斯族            | 俄羅斯族            | Russo             | Lingue indoeuropee    | 15.609               |
| Iuguri           | Yugur                   | YG      | Yùgù Zú          | 裕固族              | 裕固族              | Yugur occidentale | Lingue turche         | 13.719               |
| Iuguri           | Yugur                   | YG      | Yùgù Zú          | 裕固族              | 裕固族              | Yugur orientale   | Lingue mongoliche     | 13.719               |
| Uzbeki           | Uzbek                   | UZ      | Wūzībiékè Zú     | 乌孜别克族          | 烏孜别克族          | Uzbeko            | Lingue turche         | 12.370               |
| Monpa            | Monba                   | MB      | Ménbā Zú         | 门巴族              | 門巴族              | Monpa             | Lingue tibeto-birmane | 8.923                |
| Oroqen           | Oroqen                  | OR      | Èlúnchūn Zú      | 鄂伦春族            | 鄂倫春族            | Oroqen            | Lingue tunguse        | 8.196                |
| Derung           | Derung                  | DR      | Dúlóng Zú        | 独龙族              | 獨龍族              | Derung            | Lingue tibeto-birmane | 7.426                |
| Tatari           | Tatar                   | TT      | Tǎtǎ'ěr Zú       | 塔塔尔族            | 塔塔爾族            | Tataro            | Lingue turche         | 4.890                |
| Hezhen           | Hezhen                  | HZ      | Hèzhé Zú         | 赫哲族              | 赫哲族              | Mancese           | Lingue tunguse        | 4.640                |
| Lhoba            | Lhoba                   | LB      | Luòbā Zú         | 珞巴族              | 珞巴族              | Bokar             | Lingue tibeto-birmane | 2.965                |
| Non riconosciuti | Undistinguished         | Nessuno | Wèi Shìbié Mínzú | 未识别民族          | 未識別民族          |                   |                       | 734.438              |

A Codici in caratteri romani utilizzati in Cina

B La popolazione comprende solo gli abitanti di Cina e Taiwan

## Religioni
Si noti che alcune di queste etnie mantengono fedi che non possono essere classificate distintamente. Le fedi predominanti sono:
- Buddhismo: i Dai, Mongoli, Naxi (compresi i Mosuo), Tibetani e Yugun.
- Islam: i Bonan, Dongxiang, Hui, Kazak, Kirgiz, Salar, Tajik, Tatar, Uygur e Uzbek
- Chiesa ortodossa: i Russi
- Sciamanesimo: i Daur, Ewenki, e Oroqen